# پکهم شرقی
پکهم شرقی (به انگلیسی: East Peckham) یک روستا و محله مدنی در بریتانیا است که در Tonbridge and Malling واقع شده‌است. پکهم شرقی ۳٬۳۰۶ نفر جمعیت دارد.